# Carex longii
Carex longii är en halvgräsart som beskrevs av Kenneth Kent Mackenzie. Carex longii ingår i släktet starrar, och familjen halvgräs.

## Underarter
Arten delas in i följande underarter:
- C. l. longii
- C. l. meridionalis

## Bildgalleri

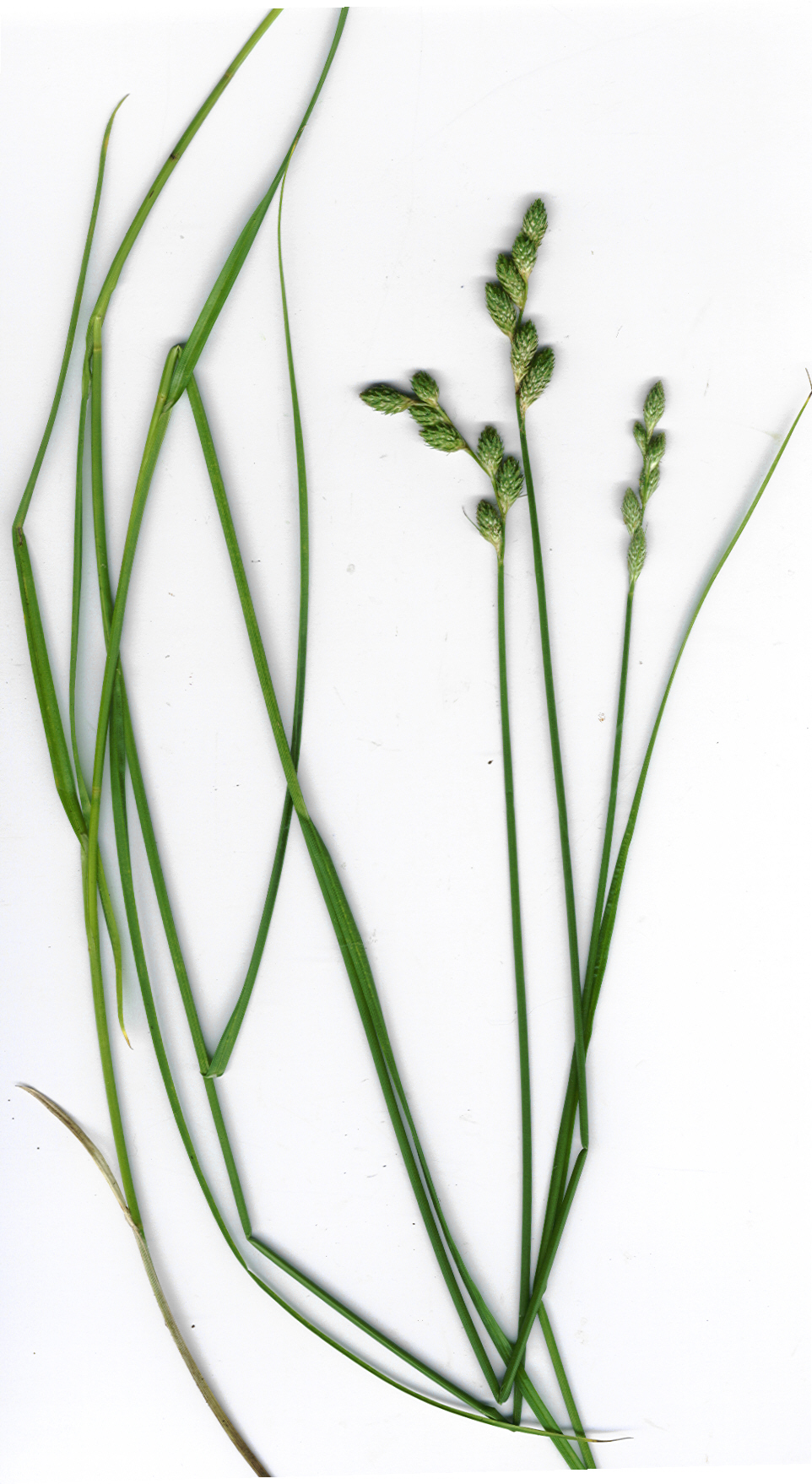